# Mount Sugarloaf
Mount Sugarloaf är ett berg i Australien. Det ligger i regionen Cessnock och delstaten New South Wales, i den sydöstra delen av landet, omkring 110 kilometer norr om delstatshuvudstaden Sydney. Toppen på Mount Sugarloaf är 412 meter över havet.
Runt Mount Sugarloaf är det tätbefolkat, med 297 invånare per kvadratkilometer.. Närmaste större samhälle är Maitland, omkring 17 kilometer norr om Mount Sugarloaf. 
I omgivningarna runt Mount Sugarloaf växer i huvudsak städsegrön lövskog. Genomsnittlig årsnederbörd är 1 277 millimeter. Den regnigaste månaden är februari, med i genomsnitt 223 mm nederbörd, och den torraste är juli, med 46 mm nederbörd.